# CCIE
CCIE, skrót (j. ang.) dla Cisco Certified Internetworking Expert, jest najwyższą certyfikacją dostępną od firmy Cisco. Dostępna w siedmiu specjalizacjach: „Routing and Switching”, „Design”, „Data Center”, „Security”, „Service Provider”, „Collaboration”, oraz „Wireless”. Egzamin CCIE składa się z dwóch części tj. części teoretycznej składającej się z egzaminu w formie testu wielokrotnego wyboru Written Exam (100 pytań), który można zdawać w ośrodkach egzaminacyjnych VUE, oraz egzaminu praktycznego tzw. laboratorium, składającego się z szeregu praktycznych ćwiczeń, tworzących przekrój różnych testowanych technologii. Egzamin można zdawać tylko w kilku ośrodkach egzaminacyjnych firmy Cisco Systems. W Europie jedynym miejscem w którym aktualnie można przystąpić do egzaminu jest biuro Cisco Systems w Diegem w Belgii. Egzamin praktyczny trwa 8,5 godzin z przerwą na lunch. Kandydat na CCIE najczęściej otrzymuje swój wynik następnego dnia z ewentualną informacją o uzyskanym numerze certyfikatu CCIE.